# Montpellier HSC (női csapat)
A Montpellier Hérault Sport Club Féminines egy francia női labdarúgóklub Villeneuve-lès-Maguelone-ben, melyet 1990-ben Montpellier Le Crès néven alapítottak. 2001 óta működik jelenlegi formájában és nevén. A francia női első osztályban szerepel.

## Klubtörténet
A klubot 1978-ban Racing Club Paillade néven alapították meg. 1990-ben vették fel a Montpellier-Le-Cres nevet, majd 2001 óta a Montpellier Hérault Sport Club hivatalos női szakosztályaként szerepelnek. 2004-ben és 2005-ben megnyerték az első osztályt. A kupában 2006-ban, 2007-ben és 2009-ben diadalmaskodtak. Az egyik legsikeresebb női klub Franciaországban. 2005–06-ban a női UEFA-kupában az elődöntőig jutott, ahol a német 1. FFC Frankfurt ellen 3–2-re kapott ki. A 2009–10-es Bajnokok Ligája negyeddöntőjében idegenben lőtt góllal maradt alul a svéd Umeå IK ellen.

## Játékoskeret
2023. július 1-től
| #  |     | Poszt | Név                 |
| -- | --- | ----- | ------------------- |
| 1  | USA | K     | Cosette Morché      |
| 16 | FRA | K     | Marie Petiteau      |
| 2  | DEN | V     | Luna Gevitz         |
| 3  | CAN | V     | Marie Levasseur     |
| 4  | FRA | V     | Marion Torrent      |
| 9  | HAI | V     | Kethna Louis        |
| 12 | FRA | V     | Maelys Mpomé        |
| 20 | FRA | V     | Maëlle Lakrar       |
| 24 | FRA | V     | Océane Deslandes    |
|    | FRA | V     | Maëva Garcia Augier |
| 7  | FRA | KP    | Léa Khelifi         |

| #  |     | Poszt | Név                 |
| -- | --- | ----- | ------------------- |
| 8  | FRA | KP    | Sonia Ouchène       |
| 10 | FRA | KP    | Charlotte Bilbault  |
| 13 | USA | KP    | Celeste Boureille   |
| 15 | FRA | KP    | Cyrielle Blanc      |
| 17 | FRA | KP    | Julie Coquet        |
| 11 | HAI | CS    | Nérilia Mondésir    |
| 19 | CIV | CS    | Esther Mbakem-Niaro |
| 21 | CMR | CS    | Nina Ngueleu        |
| 22 | FRA | CS    | Lola Gstalter       |
| 23 | USA | CS    | Sh’nia Gordon       |
| 25 | FRA | CS    | Faustine Robert     |

## Korábbi híres játékosok
| - Camille Abily - Viviane Asseyi - Inès Belloumou - Sonia Bompastor - Solène Champagnac - Elisa De Almeida - Marie-Laure Delie - Céline Deville - Ludivine Diguelman - Kelly Gadéa - Stéphanie Grand - Marion Gros - Gabrielle Lambert - Hoda Lattaf - Claire Lavogez | - Clarisse Le Bihan - Laure Lepailleur - Marie-Charlotte Léger - Ophélie Meilleroux - Louisa Nécib - Morgane Nicoli - Cindy Perrault - Élodie Thomis - Genessee Puntigam - Mary Fowler - Andressa Alves - Adelina Engman - Anouk Dekker - Ashleigh Weerden - Iva Lažeta | - Szamesima Aja - Ucugi Rumi - Francine Zouga - Johanna Elsig - Leonie Pankratz - Lena Petermann - Lisa Schmitz - Sarah Puntigam - Jennifer Beattie - Marija Banušić - Sofia Jakobsson - Josefine Öqvist - Dominika Škorvánková |

## Sikerlista
- Francia bajnok (2): 2003–04, 2004–05

- Francia kupagyőztes (3): 2006, 2007, 2009

## Külső hivatkozások
- Hivatalos honlap